# ハンプトン (バージニア州)
ハンプトン（英:Hampton）は、アメリカ合衆国バージニア州南東部に位置する都市。バージニア州法の規定により、いずれの郡にも属さない独立市となっている。市はバージニア半島の南東端、ニューポートニューズの東に隣接し、ノーフォークとはハンプトン・ローズを隔てて対岸に立地しており、これらの都市と共にハンプトン・ローズ7都市の1つに数えられている。人口は137,436人（2010年国勢調査）で、ハンプトン・ローズ7都市の中では5番目、バージニア州全体では8番目に人口の多い都市である。ノーフォークを中心に、ハンプトンを含むハンプトン・ローズ都市圏（正式名称: バージニアビーチ・ノーフォーク・ニューポートニューズ都市圏）は9市7郡にまたがり、1,671,683人（2010年国勢調査）の人口を抱えている。アメリカ合衆国でこのハンプトンという名前を持つ自治体では最も人口が多く、最も古い都市の1つである。
ハンプトンにはモンロー砦、ラングレー空軍基地、NASAラングレー研究所、バージニア航空宇宙センターがあり、また幅広い事業や産業があって、小売り・住居地区、歴史史跡および長い海岸通りや海浜がある。

## 歴史
1606年12月、1つの株式会社に後援された任務を帯びた男性と少年を運ぶ3隻の船がイングランドを離れた。クリストファー・ニューポート船長に導かれたこの船隊は大西洋を越えて北アメリカに渡った。異常に長い船旅の後で、彼等はチェサピーク湾の入口南の海岸で初めて上陸し、そこをケープ・ヘンリーと名付けた（当時の国王ジェームズ1世の長男であるプリンス・オブ・ウェールズ、ヘンリー・フレデリックに因んだ）。
最初の数日間の探検で、オールド・ポイント・コンフォート（当初は「ポイント・コンフォート」と名付けた）の場所を、後にハンプトン・ローズと呼ばれる水域入口を守るための戦略的な場所と特定した。ハンプトン・ローズはエリザベス川、ナンスモンド川およびバージニア州では最長のジェームズ川が集まってできている。
数週間経った1607年5月14日、開拓者達は湾からジェームズ川を内陸に約25マイル (40 km) 遡ったジェームズタウンに、後にアメリカ合衆国となった土地では初めての恒久的イギリス人開拓地を設立した。オールド・ポイント・コンフォート周辺の地域には、その後20年間に幾つかの防御施設が次々と作られることになった。
1610年、ハンプトン川河口近くやや南のケコータン族地域社会は、バージニア総督トマス・ゲイツが指導する植民地人によって占領された。植民地人は自分達のために小さな町を設立し、これが後にハンプトンと呼ばれるようになった（このことは、ハンプトンがアメリカ合衆国では最古の連続的に占領したイギリス人開拓地と主張する根拠になっている）。ハンプトンという名前は、バージニア会社のロンドン会社で重要な指導者である第3代サウザンプトン伯爵ヘンリー・ライオセスリーに因んだものであり、ハンプトン川、ハンプトン・ローズ、サウサンプトン郡、およびノーサンプトン郡もこの伯爵に因んで名付けられた。この地域は1619年にエリザベスシティ、1634年にエリザベスリバー・シャイアーの一部となり、1643年にエリザベスシティ郡ができたときにそれに含まれた。
米英戦争（1812年-1815年）の直後、アメリカ軍がオールド・ポイント・コンフォートに石造りのかなりしっかりした設備を建設し、これがアメリカ合衆国大統領ジェームズ・モンローに因んでモンロー砦と呼ばれるようになった。この新しい施設と海峡を挟んで人工島に作られたカルフーン砦は1834年に完工した。
モンロー砦とハンプトンおよびその周辺地域は南北戦争（1861年-1865年）の間に何度か重要な役割を果たした。バージニア州の大半はアメリカ連合国が支配していたが、モンロー砦は北軍の手にあり続けた。コントラバンド政策や後の奴隷解放宣言によって、元奴隷にとって初期の自由を得られる場所として歴史的にも象徴的な場所として著名になった。戦後、元アメリカ連合国大統領ジェファーソン・デイヴィスがこの地域で収監されており、後にそこを基にケイスメイト（砲郭）博物館として知られるようになっている。
モンロー砦の南にあったハンプトンの町は、アメリカ独立戦争や南北戦争の間に焼かれてしまう不運にあった。1861年に南軍が明け渡したハンプトンの廃墟に、「コントラバンド」の奴隷達（以前は南軍に所有され、ある程度北軍の保護下にあった）が、アメリカ合衆国では最初の自己完結型アフリカ系アメリカ人社会であるグランド・コントラバンド・キャンプを建設した。現在のハンプトン市内の通りの多くはこの時の地域社会で名付けられた名前を保持している。ジェファーソン砦やグランド・コントラバンド・キャンプに逃げ場を求めたコントラバンドの大勢が教育に力を入れて、有名な奴隷解放オークの木の場所にハンプトン大学を設立するなどの結果に繋がった。
アメリカ先住民ケコータン族居住地域であった当初の場所は、現在のハンプトン・ローズ・トランシット施設となっている場所の近くにあった。今日のハンプトンの南には、長年が経ってからケコータン族とは関係なくケコータンと名付けられ法人化された小さな町があり、エリザベスシティ郡にも入っていたが、1927年にニューポートニューズ市に編入され、現在では市のイースト・エンドの一部となっている。
ハンプトンは長い間エリザベスシティ郡の町であったが、1908年3月30日に郡とは分かれて独立市となった。ただし、郡庁所在地ではあり続け、郡と多くの機能を共有していた。1952年7月1日、各所での住民投票に基づいて、ハンプトン市、フエボス町およびエリザベスシティ郡は、ハンプトンの名前で単一の独立市として政治的に統合することになった。これは20世紀の第3四半期でハンプトン・ローズ地域で次々に起こった政治的統合として最初のものになった。

## 地理
ハンプトンは北緯37度2分5秒 西経76度21分36秒 / 北緯37.03472度 西経76.36000度に位置する。
アメリカ合衆国国勢調査局に拠れば、市域全面積は136.2平方マイル (352.8 km2)、このうち陸地は51.8平方マイル (134.1 km2)、水面は84.4平方マイル (218.7 km2)で水域率は61.99%である。

### 気候
ハンプトンの気候は四季を通じて温暖であり、1年中戸外での活動を楽しむことができる。ハンプトンの気候は温和で四季がある。夏は暑く湿気があるが夜は涼しい。年間平均気温は 60°F (15℃)、年間平均降雪量は6インチ (150 mm)、降水量は47インチ (1,190 mm) である。1999年には計測できる雪は降らなかった。湿度の高い季節は春と夏であるが、降雨量は1年中ほぼ一定である。これまでの最高温度は1980年の 105°F (40℃) だった。過去最低温度は1985年1月21日の −3.0°F (−19℃) だった,。
さらにハンプトン市の位置は、主要な嵐の道筋に関しては特に恵まれており、高緯度で発生する嵐の道筋よりは南に、ハリケーンなど主要な熱帯性の嵐の通常道筋からは北に位置している。

### 隣接する郡と都市
- ヨーク郡 （北）
- ポコソン （北東）
- ノーフォーク （南、境界線はハンプトン・ローズの水域内にある）
- ニューポートニューズ （南と西）
- ポーツマス （南、境界線はハンプトン・ローズの水域内にある）
- ノーサンプトン郡 - （東、境界線はチェサピーク湾の水域内にある）

## 人口動態
都市圏人口についてはノーフォーク (バージニア州)#都市圏人口を参照のこと。
以下にハンプトン市における1850年から2010年までの人口推移を表およびグラフで示す。
| 統計年 | 人口      |
| ------ | --------- |
| 1850年 | 787人     |
| 1860年 | 1,848人   |
| 1870年 | 2,300人   |
| 1880年 | 2,684人   |
| 1890年 | 2,513人   |
| 1900年 | 2,764人   |
| 1910年 | 5,505人   |
| 1920年 | 6,138人   |
| 1930年 | 6,382人   |
| 1940年 | 5,898人   |
| 1950年 | 5,966人   |
| 1960年 | 89,258人  |
| 1970年 | 120,779人 |
| 1980年 | 122,617人 |
| 1990年 | 133,811人 |
| 2000年 | 146,437人 |
| 2010年 | 137,436人 |

## メディア
ハンプトンの日刊紙は「デイリー・プレス」である。他に「ポートフォリオ・ウィークリー」、「ニュージャーナル・アンド・ガイド」および「ハンプトンローズ・ビジネス・ジャーナル」がある。ハンプトンにはAMとFMあわせて様々なラジオ局があり、 ハンプトンとハンプトン・ローズ地域周辺に中継塔がある。
ハンプトンにはまた、幾つかのテレビ局がある。ハンプトン・ローズ登録テレビ視聴市場には712,790世帯があり、アメリカ合衆国で42番目の大きさである（全米の0.64%）。主要全国ネットワークの地方系列局として、WTKR-TV（3チャンネル、CBS）、WAVY（10チャンネル、NBC）、WVEC-TV（13チャンネル、ABC）、WGNT（27チャンネル、CW）、WTVZ（33チャンネル、マイネットワークTV）、WVBT（43チャンネル、FOX）、およびWPXV（49チャンネル、ION）がある。公共放送サービスの局はWHRO-TV、15チャンネルである。ハンプトンの住人は、ノースカロライナ州のアウターバンクスから発信しているWSKY（4チャンネル）やWGBS（7チャンネル）のような独立放送局からも受信可能である。ケーブルテレビとしては24時間ケーブルニューズ・ネットワークであるLNC 5を運営するコックス・ケーブルがある。その他のケーブルテレビとしては、ディレクTVやディッシュ・ネットワークが人気がある。

## 教育

### 小学校と中高教育
ハンプトン市公共教育委員会が公共教育を運営している。
| - モートン初期児童センター - アバディーン小学校 - アームストロング基礎小学校 - アッシュベリー小学校 - バロン小学校 - バセット小学校 - ブッカー小学校 - ブライアン小学校 - バーバンク小学校 - ケアリー小学校 - クーパー・マグネット小学校 - フォレスト小学校 - クラフト小学校 | - ラングレー小学校 - リー小学校 - マッケン小学校 - マロリー小学校 - メアリー・ピーク小学校 - メリマック小学校 - フィリップス小学校 - ファイネックス8級以前の学校（建設中） - スミス小学校 - タラント小学校 - タッカー・キャップス基礎小学校 - タイラー小学校 | - ワイス小学校 - イートン基礎中等学校 - グロリア・デイ・ルーテル学校 - ジェファーソン・デイヴィス中等学校 - ジョーンズ・マグネット中等学校 - リンゼー中等学校 - スプラトリー中等学校 - シムス中等学校 - ベセル高校 - ハンプトン高校 - ケコータン高校 - フエブス高校 |

私立学校には次のものがある。
- ハンプトン・キリスト教学校[11]
- セントメアリーズ海の星カトリック学校
- カルバリー・クラシカル学校（私立、3級-8級）

### カレッジと大学
ハンプトン大学は私立の大学教育を提供している。トマス・ネルソン・コミュニティ・カレッジはコミュニティ・カレッジとして機能している。トマス・ネルソンはハンプトンの北、近くのウィリアムズバーグに位置し、大学と職業訓練のプログラムを提供している。ニューポート・ニューズには公立のクリストファー・ニューポート大学がある。その他近くにある公設大学としては、オールド・ドミニオン大学、ノーフォーク州立大学およびウィリアム・アンド・メアリー大学がある。

### 廃止された学校
- 当初のフェニックス高校、ハンプトン大学のキャンパスにあり、フェニックス・ホールとなった。
- フェニックス高校の代わりは現在、ハンプトン・ファミリーYMCAとなっている。
- 元ペンブローク高校は現在ハンプトン・ファミリーYMCAとなっている。
- Y・H・トーマス中等学校は現在、成人教育センターと地域社会センターになっている。

## 主な地区
| - アバディーン庭園 - ベセル公園 - ブライアフィールド・テラス - バックロー - バックロー海浜 - ファーミントン - フォックスヒル - グランドビュー - グリストミル - ハンプトン森 - ハウ農園 | - マグノリア - マイケルの森 - ノーザンプトン - フエブス - パイン・チャペル - パイングラブ - リバーデイル - シンクレア農園 - タイドミル - ワイス |

## みどころ
| - エアパワー公園 - ブルーバードギャップ農園 - バックロー海浜 - バックロー釣り桟橋 - チャールズ・テイラー・アートセンター - ハンプトン中心街歴史地区 - 奴隷解放のオークの木 - モンロー砦 - センチュリオン礼拝堂 - ウール砦 - ゴスノルド・ホープ公園 - グランドビュー自然保護区 | - ハンプトン・コロシアム - ハンプトン歴史博物館 - ハンプトン国立墓地 - 2箇所 - ハンプトン・プラザ - ハンプトン・ローズ会議場 - ハンプトン・ローズ港 - ハンプトン大学 - ハンプトン大学博物館 - ジャック・クストー・センター - ジェファーソン・デイヴィス砲郭博物館 - ラングレー空軍基地 - ラングレー・スピードウェイ | - マーキュリー・セントラル・ショッピング地区 - NASA-ラングレー研究所 - ニューアメリカン・シアター - オールド・ポイント・コンフォート - フエブス歴史地区 - ロバート・オグデン公会堂 - サンディボトム自然公園 - ストロベリーバンクスと最初の上陸記念碑 - 退役軍人医療センター - バージニア航空宇宙センター - 大戦記念スタディアム |

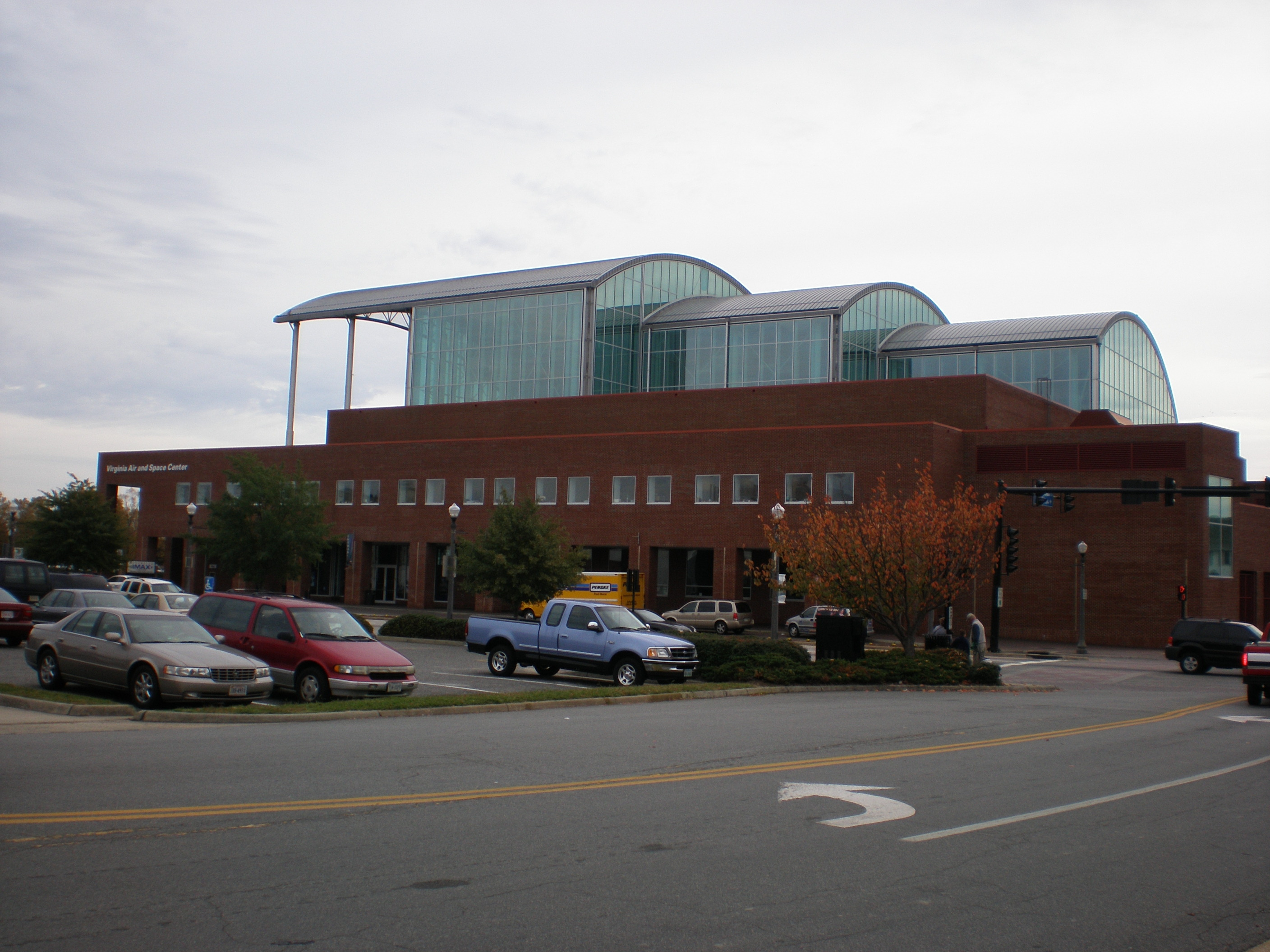
バージニア航空宇宙センター、ラングレー空軍基地とNASAラングレー研究所の公式案内所

## スポーツ
ハンプトン・コロシアム（Hampton Coliseum）では、アメリカン・バスケットボール・アソシエーション (1967-1976年)が活動した。1980年代からNWA (プロレス), WCW, WWEなどがプロレス興行を行なっている。

## 交通
ハンプトンは2つの空港が利用できる。ハンプトン・ローズ地域のための主要空港はノーフォーク国際空港であり、ハンプトン・ローズの対岸、ノーフォークにある。この地域で2番目の空港はニューポートニューズ・ウィリアムズバーグ国際空港であり、バージニア半島のニューポート・ニューズに位置している。両空港共にハンプトン・ローズ地域からの乗客の用に供している。バージニア半島の主要空港はニューポートニューズ・ウィリアムズバーグ国際空港である。この空港は4年連続で2桁成長を果たしており、国内でも最も急速に成長している空港の1つである。2006年1月、乗降客数は1,058,839人となった。
ノーフォーク国際空港はチェサピーク湾近くにあり、ノーフォーク市とバージニアビーチ市との市境にある。7つの航空会社が25の目的地に向けて直行便を運行している。ORFは 3,703,664人の乗降客を運び、貨物 68,778,934ポンド（30,950 トン）も運んだ。
チェサピーク地域空港は一般的な航空業務を提供しており、ハンプトン・ローズ港の対岸にある。
ハンプトン市内やハンプトン・ローズ地域他の7市の交通は地域バス運行主体であるハンプトン・ローズ・トランシットが行っている。

## 著名な住人
歴史上の人物

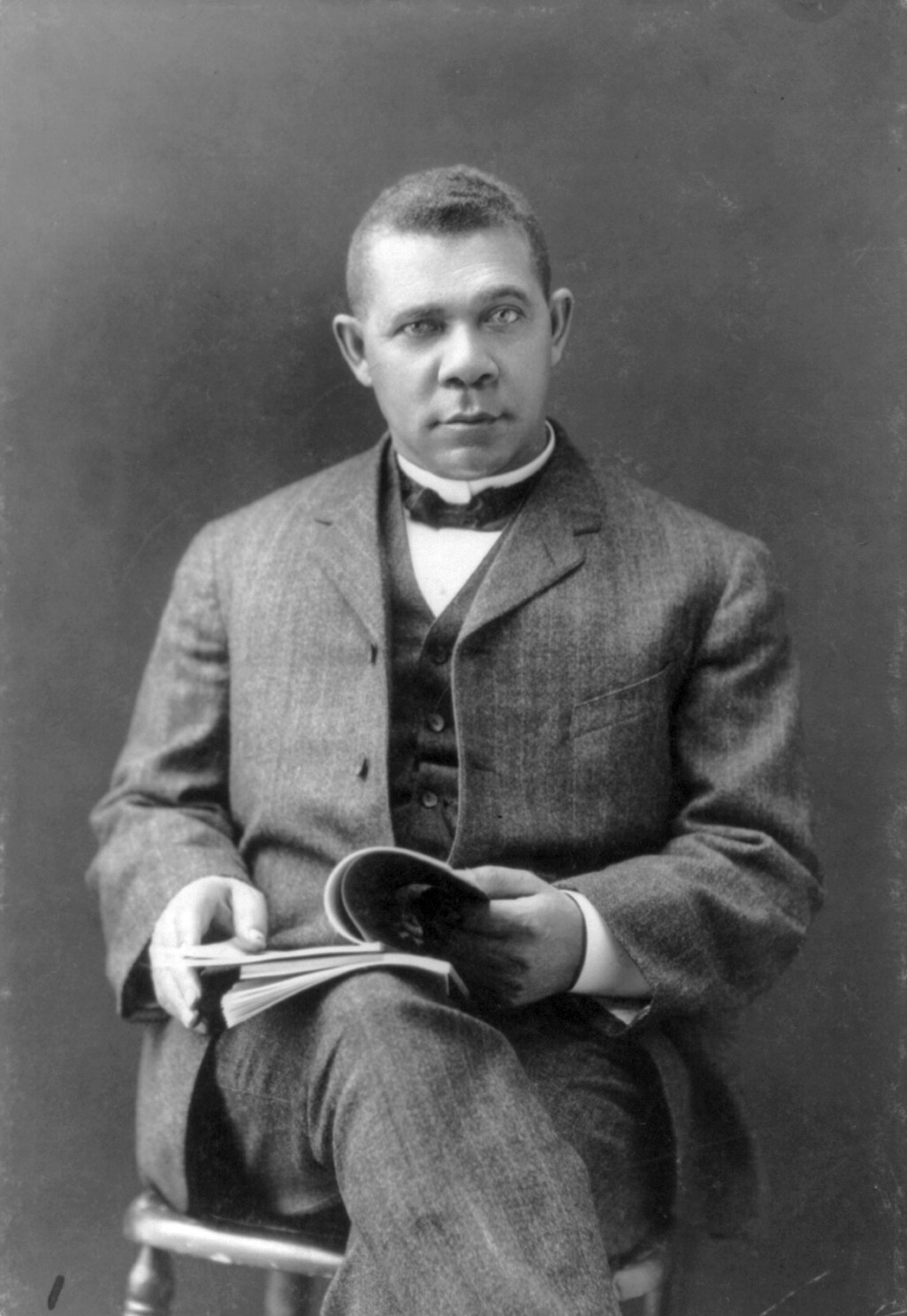
ブッカー・T・ワシントン

- ジョージ・ワイス、古典学者、アメリカ合衆国では最初の法学教授、ウィリアムズバーグ市長、バージニア植民地議会議員、検事総長、大陸会議代表、州議会議長、アメリカ合衆国憲法草稿作成者、アメリカ独立宣言署名者、ジェームズ・モンロー、トーマス・ジェファーソン、ヘンリー・クレイ、ジョン・マーシャルの教師、庇護者
- ジェファーソン・デイヴィス、アメリカ連合国大統領、南北戦争後、モンロー砦砲郭に収監された
- サミュエル・チャップマン・アームストロング、南北戦争で北軍の将軍、ハンプトン師範・農業大学、後のハンプトン大学創設者
- ブッカー・T・ワシントン、ハンプトン大学で上記アームストロング将軍の被保護者、教育者、著作家、アフリカ系アメリカ人政治家

音楽家
- ロバート・ナサニエル・デット、著名作曲家、ピアニスト、合唱指揮者、教育者、ハンプトン大学の管理者、ユナイテッド・サービス機構の創設者
- スティーブ・アール、カントリーミュージック音楽家、ソングライター
- デバント・スウィングとMr.ダルビン、R&Bのグループ、ジョデチ4人のうちの2人
- ヴィクター・ウッテン、ベース奏者、グラミー賞を受賞した"ブルーポップ"グループのベラフレック・アンド・フレックトーンズ

科学者
- ロイ・F・ブリッセンデン、第二次世界大戦のパイロット、物理学者、航空工学と機械工学の技師、教師、発明家、NACA / NASAのハンプトン・ラングレー研究所でプロジェクトリーダー、アポロ計画の偉大な天才
- クリストファー・C・クラフト・ジュニア、航空工学技師、NACA / NASAのハンプトン・ラングレー研究所管理者、宇宙計画の飛行指揮者

スポーツ選手
- ロバート・バンクス、アメリカンフットボールのラインバッカー/デフェンシブエンド、1982年にオハイオ州コロンバスのタッチダウン・クラブに入るまで全国高校チーム選抜選手
- エルトン・ブラウン、アメリカンフットボールのオフェンシブ・ラインマン、アリゾナ・カージナルス
- ロナルド・カリー、アメリカンフットボール、元ハンプトン高校クォーターバック、オークランド・レイダース
- レケシア・フレット、元WNBAバスケットボール選手、フエブス高校を率いて1992年に州チャンピオンになった。
- ショーン・ゲイル、アメリカンフットボールの1985年スーパーボウルでチャンピオンになったシカゴ・ベアーズの特別チーム・キャプテン、サンディエゴ・チャージャーズでもプレイ
- マルケス・ハガンス、アメリカンフットボールのクォーターバック/ワイドレシーバー、セントルイス・ラムズ
- クリス・ハンバーガー、アメリカンフットボールのワシントン・レッドスキンズ選手、1970年代
- アレン・アイバーソン、元バスケットボールのオールスター選手、フィラデルフィア・セブンティシクサーズなどで活躍
- ジェロッド・メイヨ、アメリカンフットボールNFLのラインバッカー、ニューイングランド・ペイトリオッツ
- ドワイト・スティーブンソン、アメリカンフットボール、マイアミ・ドルフィンズ、アメリカンフットボールの殿堂入り
- ジミー・ウィリアムズ、アメリカンフットボール、アトランタ・ファルコンズ
- フランセナ・マッコロリー、陸上競技選手[23]、ロンドンオリンピック金メダリスト[24]

その他
- ニッキ・ノヴァ、TVパーソナリティ、ヌードモデル
- マイケル・フォリー、地元政府役人
- オズ・スコット、ディレクター

## 姉妹都市
ハンプトンは下記4つの都市と姉妹都市になっている。
- イギリス、サウサンプトン
- フランス、ロワール＝エ＝シェール県、ヴァンドーム
- 南アフリカ、ピーターマリッツバーグ
- 大韓民国、京畿道、安養市